# Zhao Yun
En aquest nom xinès, el cognom és Zhao.
Zhao Yun (mort el 229) va ser un general militar que va viure durant els períodes de la tardana Dinastia Han Oriental i els inicis dels Tres Regnes de la història xinesa. Durant la majoria de la seva carrera militar, Zhao Yun va servir al senyor de la guerra Liu Bei, jugant un paper en l'establiment de Shu Han. En la literatura i el folklore se li va elogiar com el tercer membre dels Cinc Generals Tigres.
Degut a l'escassetat de registres històrics, molts fets sobre la vida de Zhao Yun continuen sent poc clars o desconeguts. Els registres originals als Registres dels Tres Regnes de Chen Shou són només un parell de centenars de paraules. Les anotacions proporcionades per Pei Songzhi són relativament clares, tot i que encara deixen incompleta la imatge de la vida de Zhao Yun.

## Biografia

### Primers anys
Zhao Yun nasqué en Zhending (真定) comtat de Changshan (常山) província (ara Zhengding, Hebei) al voltant de l'any 168 EC. S'uní al senyor de la guerra Gongsun Zan a finals del 191 o principis del 192 com a comandant d'un menut grup de voluntaris del comtat. L'any 192 fou posat sota l'autoritat de Liu Bei, que en eixe moment només tenia el rang de major sota Gongsun Zan, com a comandant de les forces de cavalleria de Liu Bei. Liu Bei tenia un contingent de diversos milers de soldats de cavalleria de Wuhua i Zhao Yun fou posat a càrrec d'aquesta força. Zhao Yun deixà poc després a Gongsun Zan i Liu Bei per assistir al funeral del seu germà gran.
S'uní de nou a Liu Bei en el 200, quan Liu Bei fou derrotat per Cao Cao i va fugir cap a Yuan Shao. Evidentment, Zhao Yun tenia una amistat molt estreta amb Liu Bei. Els Registres dels Tres Regnes diu que ells dormiren al mateix llit durant el temps que estigueren junts a la ciutat de Ye. Per la mateixa època, Liu Bei envià secretament a Zhao Yun per contractar més homes i així reforçar el menut exèrcit de Liu Bei sota Yuan Shao. Des de llavors, Zhao Yun seguiria Liu Bei en les seves estades per tot el nord de la Xina.
En 202, Zhao Yun participà en la batalla de Bowang contra Xiahou Dun, un general servint sota el domini de Cao Cao. Durant la batalla, Zhao Yun capturaria a Xiahou Lan (夏侯蘭). Zhao Yun i Xiahou Lan eren de la mateixa ciutat, i es coneixien des de la infància. Zhao Yun anà vers Liu Bei a suplicar per la vida de Xiahou Lan. Va suggerir a Liu Bei que com Xiahou Lan era un expert en dret, podria ser designat com a jutge de l'exèrcit, amb el qual Liu Bei consentí. Això no obstant, Zhao Yun mai mantingué a Xiahou Lan a prop seu, per tal de separar les relacions personals dels assumptes oficials.

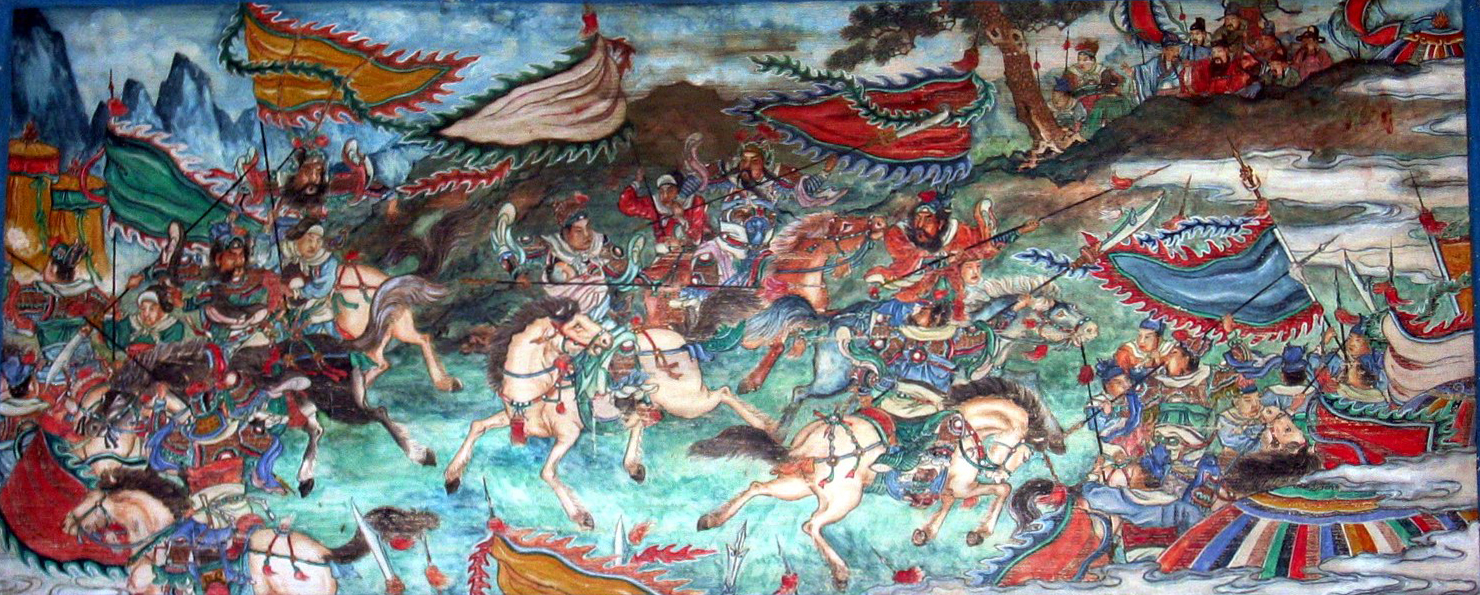
"Lluita de Zhao Yun a Changban" dins del Corredor Llarg en els jardins del Palau d'Estiu a Pequín, Xina. El genet de blanc és Zhao Yun.

En el 208, Zhao es va distingir en la batalla de Changban contra les forces de Cao Cao. Liu Bei va deixar la seva família enrere mentre fugia durant el caos. Alhora, Zhao va desaparèixer cap al nord, incorrent en la sospita d'haver-se rendit a Cao. Quan algú va informar d'això a Liu, Liu enutjat va llançar una destral de mà i va dir: "Zilong mai desertaria". Com era esperat, Zhao va tornar amb el fill de Liu Liu Shan i amb la seva dona la Dama Gan. Pel seu èxit, Zhao va ser ascendit a "General de l'Habitual" (牙門將軍).

### Esforços establint Shu Han
Després de la batalla dels Penya-segats Rojos, Zhao va tenir un paper important conquerint el territoris de Jiangnan per Liu Bei. Va ser promogut a major general (偏將軍) i nomenat Gran Administrador de Guiyang, reemplaçant a Zhao Fan. Zhao Fan va proposar un matrimoni entre Zhao Yun i la Dama Fan, l'esposa vídua del seu germà major, però Zhao Yun ho declinà cortesament, dient a Zhao Fan: "Jo compartisc el mateix cognom que tu, per tant considere el teu germà com el meu germà també." Zhao Yun explicà més endavant perquè no es va avenir amb el matrimoni, "Zhao Fan s'havia rendit recentment. Les seves intencions no eren clares. A més, hi ha moltes altres dones en aquest món."
Quan Liu Bei va entrar en la Província de Yi, va nomenar Zhao com l'oficial principal en la supervisió de la seva base a Gong'an. L'esposa de Liu, la Dama Sun, era la germana menor del senyor de la guerra Sun Quan. Encoratjada pel poder i influència del seu germà, la Dama Sun i la seva milícia amb freqüència feien eixides i infringien la llei. Liu considerava a Zhao com una persona seriosa, ferma i d'una lleialtat inviolable, així que el va concedir una autoritat especial per supervisar els assumptes interns de Gong'an, així com per mantenir estreta vigilància sobre la Dama Sun i els seus seguidors. No gaire temps després que Liu marxà de la Província de Jing, Sun Quan secretament va convocar de tornada a Wu Oriental a la seva germana. La Dama Sun volia emportar-se al jove Liu Shan amb ella, però Zhao i Zhang Fei la van aturar al riu Iang-Tsé i portaren de tornada al fill del seu senyor.
L'any 214 EC, Zhao va acompanyar a Zhang Fei i Zhuge Liang a la Província de Yi per assistir a Liu Bei en la guerra contra Liu Zhang. Zhao va tenir un comandament per separat, amb el seu exèrcit marxant des de Jiangzhou (en l'actualitat Chongqing), a través de Jiangyang (en l'actualitat Luzhou) i Jianwei, fins a Chengdu. Liu Bei va nomenar a Zhao "General de l'Exèrcit Volador" després d'ocupar Chengdu. En aquell moment, molts suggeriren a Liu de concedir hisendes i plantacions de tot Chengdu als seus generals per tal que poguessen assentar-se allí. Zhao va sostenir que era més adequat el tornar-li les terres als habitants locals, i Liu va acceptar el seu consell.

#### Batalla del Riu Han
En el 219, Liu Bei i Cao Cao batallaven pel control sobre Hanzhong. Cao hi tenia grans quantitats de subministraments d'aliments emmagatzemats a prop de la muntanya del nord. Zhao va enviar els seus soldats a seguir a Huang Zhong per atacar l'exèrcit de Cao i prendre els subministraments. Quan Huang no va tornar a temps, Zhao va portar una dotzena d'homes amb ell per trobar a Huang. Van endinsar-se en l'exèrcit d'avantguarda de Cao i es preparaven per la topada quan la força principal de Cao va arribar. La situació es va tornar perillosa per Zhao, ja que era vastament superat en nombre. Zhao escometé el front de l'exèrcit de Cao, sorprenent l'enemic i fent que momentàniament es dispersés. Això no obstant, les tropes de Cao aviat es van tornar a agrupar i envoltaren Zhao, així que Zhao es va obrir pas cap al seu propi campament. Quan Zhao va adonar que el seu tinent general, Zhang Zhu, havia resultat ferit i s'havia quedat a la saga, ell va tornar enrere i el va rescatar.
L'exèrcit de Cao va empaitar Zhao de tornada al seu campament. Zhang Yi, l'Administrador de Mianyang, que era estacionat en el campament de Zhao, va pensar que seria millor tancar totes les portes. Això no obstant, en entrar al campament, Zhao va ordenar que tots els estàndards i banderes foren ocultats, que tots els tambors s'aturaren, i que totes les portes se deixaren completament obertes. La força de Cao va témer una emboscada en el campament i es retirà a correcuita. En aquest moment, Zhao va ordenar que els tambors sonaren fortament i que els arquers dispararen fletxes sobre l'enemic. L'exèrcit de Cao va ser pres per sorpresa i es va desintegrar en el caos. Molts dels soldats de Cao es van ofegar quan tractaven de fugir cap al riu Han per escapar.
L'endemà de la batalla, Liu Bei va arribar per inspeccionar la situació d'aquesta. Ell va elogiar Zhao per la victòria, "Zilong té valor de cap a peus", i va celebrar un banquet en honor de Zhao. A partir de llavors, Zhao va ser conegut com el "General de la Força d'un Tigre" (虎威將軍) en l'exèrcit de Liu.
En el 221, Liu Bei es proclamà a si mateix Emperador de Shu Han, i va declarar la guerra a Wu Oriental per venjar la mort de Guan Yu i la pèrdua de la Província de Jing. Zhao, va intentar de dissuadir a Liu d'emprendre una guerra contra Wu Oriental, i li aconsellà d'atacar primer a Cao Wei, però Liu va ignorar el seu consell. Liu llavors va deixar a Zhao a càrrec de Jiangzhou mentre que ell personalment dirigia un exèrcit per atacar Wu Oriental, però va ser derrotat en la batalla de Xiaoting.

### Vida tardana
Liu Bei va transir en el 223 i va ser succeït pel seu fill, Liu Shan. El mateix any, Zhao va ser nomenat "General Conquerint el Sud" (征南將軍) i "Defensor Central de l'Exèrcit" (中護軍), i va rebre el títol de "Marquès de Yongchang" (永昌亭侯). Posteriorment va ser promogut a "General Vigilant l'Est" (鎮東將軍). En el 227, Zhao seguiria a Zhuge Liang fins Hanzhong per preparar la primera expedició del nord.

#### L'última batalla de Zhao Yun
Durant la primera expedició, en oposició al que diu el Registres dels Tres Regnes, l'honor d'estar en l'avantguarda va recaure sobre Ma Su, en compte de a Zhao Yun. La gent de l'època es va sorprendre per la decisió Zhuge en els recursos humans. Zhao va ser només enviat com un esquer en contra de la principal força de Cao Wei, dirigida per Cao Zhen. Tot i així, quan Zhuge més tard va lamentar la seva derrota en la primera expedició del nord, ell expressament assenyalà "el seu gran exèrcit a la Muntanya Qi i l'exèrcit de Zhao a la Vall Ji, eren més grans que els dels enemics."
Però la derrota per part d'una força més petita va ser en gran manera resultat de la distribució de recursos Zhuge. En un diari en els Registres dels Tres Regnes, Chen Shou explica per què Zhao va ser derrotat —l'entrada diu " Les tropes de (Zhao) Yun i (Deng) Zhi eren dèbils, mentre que l'enemic era fort, així que ells van perdre a la Vall de Ji (雲、芝兵弱敵強，失利於箕谷)." Segons els registres, Zhuge havia pres les tropes de primera pel seu favorit, Ma Su, i per ell mateix; a Zhao només se li havia donat un munt de soldats febles. El paper real de Zhao en la guerra de Zhuge era el de ser un amortidor per absorbir els atacs de Cao Zhen, sent així que Zhuge podria mantenir la seva situació febril a la Muntanya Qi. En el diàleg esmentat de Zhuge de, Zhuge fins i tot fantasiejava que aquest nombre de soldats l'ajudaria a prevaler sobre el seu rival, sense tenir en compte el donar més poder a generals veterans com Zhao Yun i Wei Yan; va ser només després del seu fracàs que Zhuge s'adonaria que la grandària de l'exèrcit no predestina el resultat d'una batalla (今欲減兵省將，明罰思過，校變通之道於將來；若不能然者，雖兵多何益！).

#### Retirada
Incapaç d'aconseguir una victòria, Zhao tractà de reduir al mínim les baixes reunint als seus homes supervivents per defensar les seves posicions amb fermesa, i ell personalment va anar a la part posterior per impedir la persecució enemiga, i ell no es va afanyar en la seva retirada, així que els subministraments no es van perdre, i ningú es va quedar enrere. Quan ell va tornar estalvi a Hanzhong, Zhuge Liang es va sorprendre per la retirada neta i ordenada de Zhao i li va dir a Zhao de distribuir l'excés de teixits de seda entre els seus soldats com a consol. Això no obstant, Zhao va reprendre al seu supervisor, i el va dir: "Com pot donar recompenses quan la vostra campanya ha fallat? Deseu la seda en un magatzem, i distribuir-la en octubre." Zhuge es va alegrar de sentir el que va dir Zhao; però Zhao seria degradat a "General de Manteniment de la Pau" (鎮軍將軍) pel fracàs general de la campanya, malgrat el seu paper només com a esquer.

### Mort
Zhao va transir en el 229 a Hanzhong i Liu Shan li va concedir en el 261 el títol pòstum de "Marquès de Shunping" (順平侯). L'ordre de Liu Shan per honorar a Zhao diu, "Quan Zhao Yun era servint a l'emperador tardà (Liu Bei), les seves contribucions eren ja notables. Sent jo jove, confií en la seva lleialtat per salvar-me d'un gran perill. És per això que estic conferint-li l'honor."
Zhao va tenir dos fills, Zhao Tong i Zhao Guang. L'últim va seguir a Jiang Wei en les campanyes contra Cao Wei, i va ser mort en combat a Tazhong.

## En la ficció
Moltes de les gestes reals de Zhao es van dramatitzar importantment en la novel·la històrica el Romanç dels Tres Regnes de Luo Guanzhong. En la novel·la, es descriu a Zhao com sent gairebé perfecte, posseint un poder físic sense precedents, així com una lleialtat indestructible cap al seu senyor, una terrible valentia, una aguda intel·ligència i un carisma serè. Aquests trets han estat sovint reflectits en gairebé tot el material modern sobre Zhao fins a la data. La novel·la el presenta com un guerrer coratjós, lleial i heroic, i el representa sobrevivint a insalvables adversitats moltes vegades sense ajuda de ningú.

### Rescatant Liu Shan a Changban
La novel·la retrata Zhao matant ell a soles a nombrosos generals enemics de forma ràpida mentre cavalca de cap a cap durant la batalla de Changban, al mateix que pregunta als civils sobre el parador de la Dama Gan, la Dama Mi, i Liu Shan. Com a prova de la seva determinació, Zhao afirmà que els buscaria per tot arreu per trobar-los i si no pogués, moriria en el camp de batalla. Un dels molts generals que caigué davant Zhao Yun va ser Xiahou En, el qual brandia una de les més preuades espases de Cao Cao, la "Qinggang" (青釭). L'espasa es deia que era capaç de tallar el metall com si fos fang, i Zhao se l'emportà després de matar a Xiahou. Finalment trobaria a la Dama Mi i a Liu Shan prop d'un antic pou. I Mi, que era ferida en la cama, li va donar el nen a Zhao i es va negar a anar amb ell, dient que seria una càrrega per a ells. Amb els soldats enemics apropant-se, els dos van discutir fins que Mi es va suïcidar llançant-se dins del pou. Zhao lligà al nen contra el seu pit, el va cobrir amb les seves plaques de l'armadura de pit i es va obrir pas a través de l'encerclament aclaparador de les tropes enemigues, armat només amb una llança i l'espasa acabada d'adquirir. El valor de Zhao impressionà a Cao Cao, que va ordenar als seus arquers de no disparar a Zhao, sinó en lloc d'això capturar-lo viu amb l'esperança que Zhao es lliurés a ell. Al llarg de la batalla, Zhao va carregar dins i fora de la formació enemiga set vegades, matant a més de 50 comandants enemics.
Zhao finalment es va obrir pas fins al Pont Changban, on es va topar amb Zhang Fei, que es va quedar enrere per bloquejar les tropes enemigues que arribaven. A la fi Zhao va tornar al costat de Liu Bei, retornant-li Liu Shan i expressant remordiment per la seva falta de no portar de tornada a la Dama Mi. Liu va tirar el nadó a terra, dient que el seu fill no valia la pena el risc assumit pel general per salvar-lo. Zhao a males penes agafà el nen entre els seus braços.

### Rescatant a Liu Shan de la Dama Sun
En el capítol 61 (una ficcionalització d'un incident real), la Dama Sun tornava a Wu Oriental per visitar a la seva mare malalta després d'haver rebut notícies del seu germà, Sun Quan. De fet Sun Quan estava mentint, ja que ell volia enganyar a la Dama Sun perquè es portara amb ella el fill de Liu Bei, Liu Shan, i així mantenir-lo com un ostatge per intercanviar-lo per la província de Jing. Quan Zhao sentí que la Dama Su marxava amb Liu Shan, va córrer fins al moll i va veure que Sun acabava d'abordar un vaixell amb destinació a Wu Oriental, tripulat per Zhou Shan.
Zhao va pujar a un petit vaixell pesquer, va abastar el vaixell, i va saltar sobre ell. Zhao s'obrí pas a través i va aconseguir arrabassar Liu Shan de la Dama Sun, però no va poder fugir del vaixell de manera segura. En aquest moment, l'embarcació va ser interceptada per una flota encapçalada per Zhang Fei. Zhou Shan va intentar detenir-los però va ser mort per Zhang. La Dama Sun finalment va accedir al fet que Liu Shan marxés amb Zhang i Zhao mentre que ella tornaria a casa sola.